# Rhianna Parris-Smith
Rhianna Parris-Smith, née le 10 juillet 2002, est une coureuse cycliste britannique. Elle est spécialiste des épreuves de vitesse sur piste.

## Biographie
Rhianna Parris-Smith commence le sport avec l'athlétisme. Elle fréquente un collège de sport dans le Hertfordshire qui avait deux sections, une pour l'athlétisme et une autre pour le cyclisme. En raison de problèmes de genou, elle se tourne vers le cyclisme et commence la compétition en 2018. Enfant, elle admirait les athlètes Shelly-Ann Fraser-Pryce et Jessica Ennis-Hill. Plus tard, c'est la championne paralympique britannique Kadeena Cox, qui s'entraîne dans la même académie, qui est devenue son modèle. Les deux femmes sont engagées en faveur de la diversité et de l'inclusion dans le cyclisme. En 2020, Parrris-Smith étudie le coaching et le développement sportif à l'Université de Derby.
En 2022, Parris-Smith court pour la première fois les championnats de Grande-Bretagne sur piste chez les élites. En 2023 et 2024, elle devient championne d'Europe de vitesse par équipes espoirs (moins de 23 ans) avec Rhian Edmunds et Iona Moir. En 2023, elle est également championne d'Europe du 500 mètres chez les espoirs. Au niveau national, elle remporte son premier titre sur le 500 mètres en 2024.
En février 2025, elle participe à sa première compétition internationale avec les élites lors du championnat d'Europe de Heusden-Zolder. Elle décroche la médaille d'argent de la vitesse pat équipes.

## Palmarès sur piste

### Championnats d'Europe
| Épreuve / Édition      | 500 mètres | Vitesse par équipes |
| Anadia 2023 (espoirs)  | Or         | Or                  |
| Cottbus 2024 (espoirs) | 4e         | Or                  |
| Heusden-Zolder 2025    |            | Argent              |

### Championnats de Grande-Bretagne
- 2024
  -  Championne de Grande-Bretagne du 500 mètres
  - 2e de la vitesse par équipes